# Zachary Lansdowne

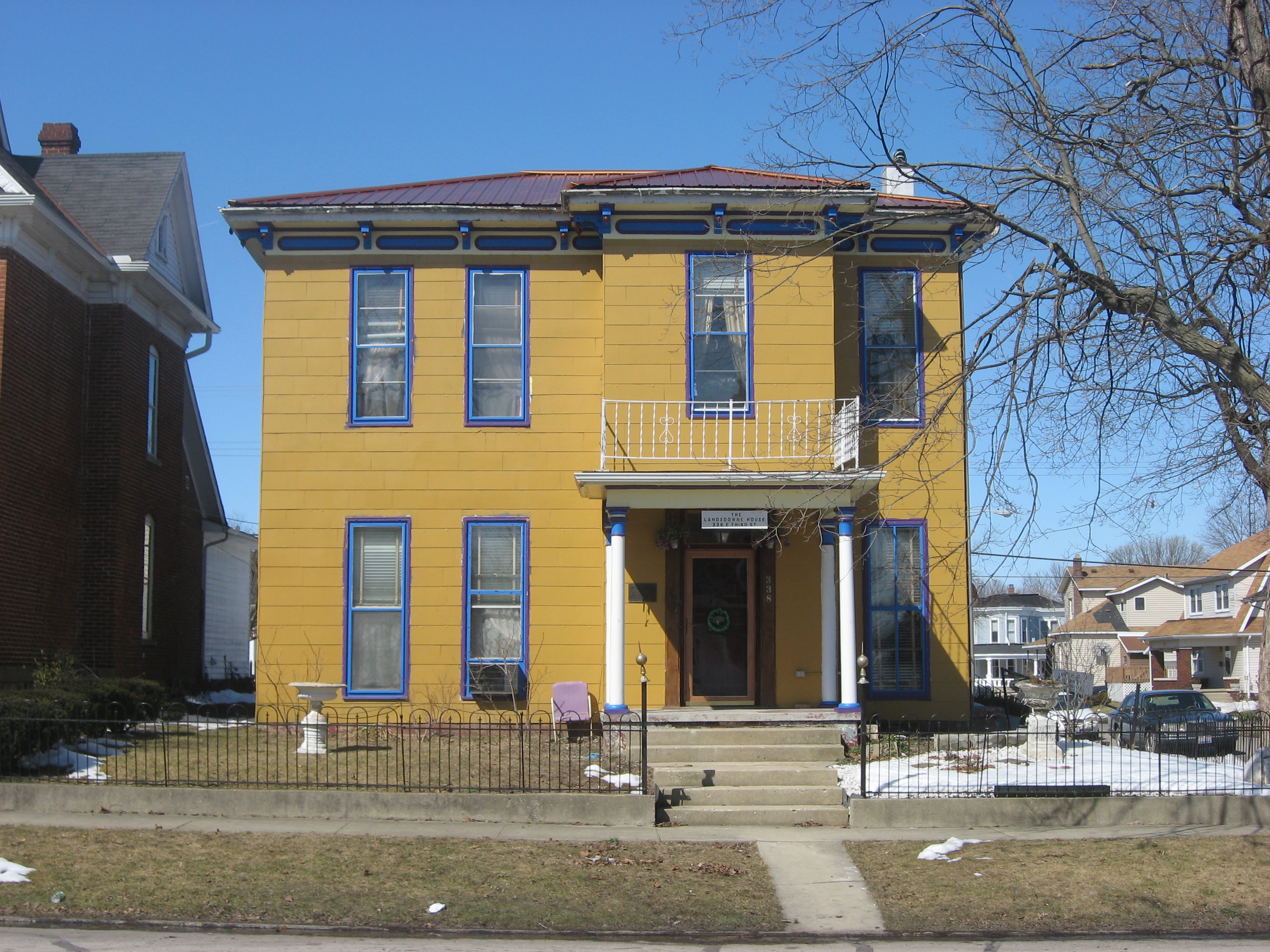
Lansdownes Haus in Greenville

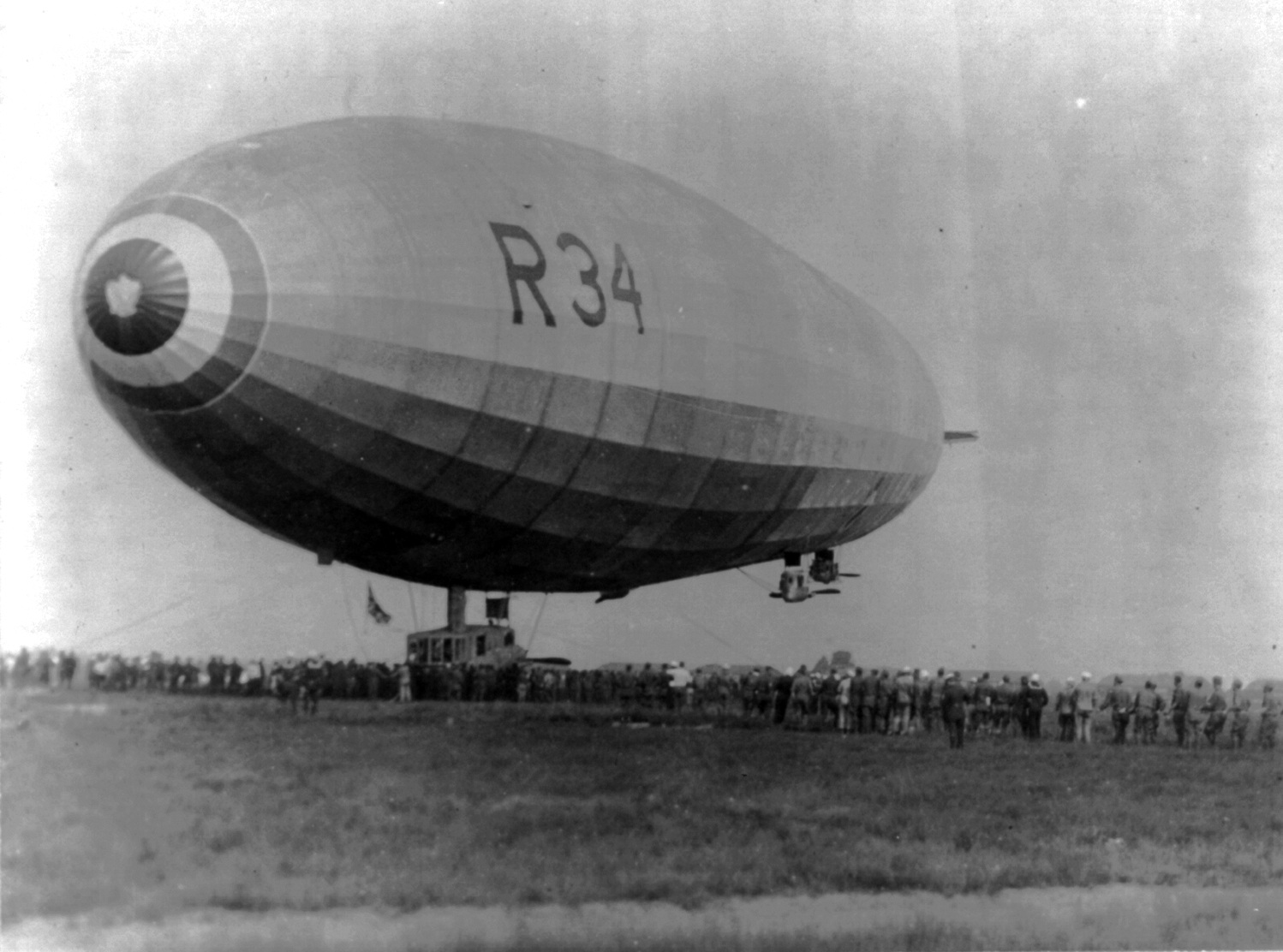
R-34 in Mineola, Long Island, N.Y.

Lieutenant Commander Zachary Lansdowne (* 1. Dezember 1888 in Greenville, Ohio; † 3. September 1925 in Ava, Ohio) war ein Offizier der United States Navy und einer der ersten Marineflieger. Er trug zur Entwicklung der Navy-Luftschifffahrt bei.

## Biografie
Lansdowne trat am 2. September 1905 in die United States Naval Academy ein und machte 1909 seinen Abschluss. Nach zwei Jahren Dienst an Bord des Schlachtschiffs Virginia, wurde er am 5. Juni 1911 zum Fähnrich ernannt. Anschließend war er auf dem Zerstörer USS McCall (DD-28) und in der Naval Militia Ohio. Nach Abschluss seiner Flugausbildung wurde er Marineflieger. Lansdowne wurde dem Royal Naval Air Service während und nach dem Ersten Weltkrieg zugewiesen, um Luftschiffe zu studieren.
Er wurde ausgezeichnet mit dem Navy Cross als Besatzungsmitglied des britischen Luftschiff R-34, welches im Juli 1919 den ersten erfolgreichen Nonstop-Flug von England in die Vereinigten Staaten unternahm. Er heiratete Margaret Ross Kennedy (* 30. September 1902 – 9. Juni 1982) am 7. Dezember 1921 in Washington. Sie hat später John Caswell Jr. am 27. Februar 1927 geheiratet.
Am 11. Februar 1924 übernahm Lansdowne den Befehl des starren Luftschiffs USS Shenandoah (ZR-1). Beim Absturz der USS Shenandoah am 3. September 1925 kam Zachary Lansdowne ums Leben. Er wurde auf dem Nationalfriedhof Arlington beigesetzt.
Der Absturz des Shenandoah war der Auslöser für die Kritik von Army Colonel Billy Mitchell gegenüber der Führung des Heeres und der Marine, die unmittelbar zu seinem Kriegsgerichtsverfahren wegen Insubordination und dem Ende seiner militärischen Laufbahn führte.

## Auszeichnungen, Ehrungen
- Navy Cross erhalten
- Der Zerstörer USS Lansdowne (DD-486), 1942–1949 wurde nach ihm benannt[3]